# Poltergay
Pour plus de détails, voir Fiche technique et Distribution.
Poltergay est un film français, réalisé par Éric Lavaine, sorti en 2006. 
Sur une idée originale de Héctor Cabello Reyes, et un scénario de Héctor Cabello Reyes et Éric Lavaine.

## Synopsis
Emma et Marc, deux jeunes hétérosexuels amoureux, emménagent dans une maison inhabitée depuis 30 ans. Ce qu'ils ignorent, c'est qu'en 1979, dans la cave de cette maison, existait une boîte de nuit gay, L'Ambigu, qui prit feu à la suite d'un incident de machine à mousse, et que cinq corps n'ont jamais été retrouvés. Aujourd'hui, la maison est hantée par cinq drôles de fantômes gays et fêtards. Mais seul Marc peut les voir, et ces visions poussent Emma à partir. Les sympathiques revenants, touchés par la détresse de Marc, vont tout faire pour l'aider à reconquérir sa belle.

## Fiche technique
- Titre : Poltergay
- Réalisation : Éric Lavaine
- Scénario : Héctor Cabello Reyes et Éric Lavaine, d'après une idée originale d'Héctor Cabello Reyes
- Production : François Cornuau, Vincent Roget et Fabio Conversi
- Effets spéciaux numérique : Krao - Mikros image (Paris)
- Pays d'origine :  France
- Format : couleur
- Box-office :  France : 509 770 entrées (3 sem.) dont 84 319 entrées à Paris.
- Date de sortie : France : 25 octobre 2006

## Distribution
- Clovis Cornillac : Marc Modena
- Julie Depardieu : Emma
- Lionel Abelanski : Jean-Guy Valèbe (?), alias Salopette
- Philippe Duquesne : Michel Raffin (le fantôme en blouson de cuir noir clouté)
- Gilles Gaston-Dreyfus : Bertrand
- Georges Gay : Ivan
- Jean-Michel Lahmi : Gilles
- Michel Duchaussoy : De Sorgue
- Alain Fromager : David
- Anne Caillon : Valérie
- Christian Pereira : Le père d'Emma
- Christophe Guybet : Le dragueur
- Gérard Loussine : Jean-Phi
- Héctor Cabello Reyes : le Psy
- Michel Modo : Le patron du bar
- Dave : lui-même (caméo)
- Leeroy : Un ambulancier

## Bande originale
- Rasputin par Boney M..
- No no no no par Sheila B. Devotion.